# David Despin
Pas d'image ? Cliquez ici

a Compétitions nationales et continentales officielles uniquement.

b Matchs officiels uniquement.
David Despin, né le 5 août 1971, est un joueur de rugby à XIII.
Grand joueur du rugby à XIII français, il effectue sa carrière à Villeneuve-sur-Lot avec lequel il remporte plusieurs titres de Championnat de France et Coupe de France
Fort de ses performances en club, il est un joueur régulier de l'équipe de France dans les années 1990 en prenant part à la Coupe du monde 1989-1992, 1995 et 2000.

## Palmarès
- Collectif :
  - Vainqueur du Championnat de France : 1996, 2001, 2002 et 2003 (Villeneuve-sur-Lot).
  - Vainqueur de la Coupe de France : 1999, 2000, 2002 et 2003 (Villeneuve-sur-Lot).
  - Finaliste du Championnat de France : 1991 et 1997 (Villeneuve-sur-Lot).